# ICE (rappeur)
Pour les articles homonymes, voir ICE.
ICE de son vrai nom Khalid Alterch, né en  1990 à Rotterdam (Pays-Bas), est un rappeur, chanteur, acteur, présentateur et réalisateur néerlandais.
En 2019, Ice fait ses débuts sur la scène néerlandaise en paraphant un contrat avec le label Trifecta. Cette même année, il lance ses premiers singles et établit des collaborations fructueuses avec divers artistes internationaux, parmi lesquels figurent Dystinct, Liamsi, et même Lacrim.
L'année 2020 marque un tournant décisif dans la carrière d'Ice, propulsant sa notoriété au sommet. Son ascension fulgurante résulte notamment de son rôle central dans la série télévisée néerlandaise Mocro Maffia, qu'il incarne à partir de la deuxième saison sous le nom de Tonnano. Cette participation remarquée à la série contribue significativement à sa popularité, consolidant sa position dans le paysage médiatique néerlandais.

## Biographie

### Jeunesse et débuts
Khalid Alterch naît à Rotterdam aux Pays-Bas au sein d'une famille marocaine, et grandit dans le quartier de Delfshaven. Ses parents sont une mère au foyer et un père marchand de glace. Entre l'âge de neuf et dix-sept ans, son père l'inscrit au sport, et il pratique le muay-thaï dans une école de sport à Coolhaven.
À l'âge de seize ans, lors d'une fête d'école où le rappeur Keizer est invité, Ice est incité à créer une musique pour collaborer avec le rappeur, avec une récompense à la clé. Il remporte ce concours musical, empochant ainsi 300 euros. Deux ans plus tard, à l'âge de 18 ans, lors d'un concours similaire dans son école, il remporte à nouveau la compétition, cette fois-ci avec une récompense de 4 000 euros.
Après avoir terminé sa scolarité avec un diplôme en hbo (bachelor), il travaille sur le marché à Delfshaven et adopte le surnom 'ICE' en hommage à son père, qui était marchand de glace. Son grand frère, Noureddine Alterch, se lance également sur la scène néerlandaise en tant que présentateur de télévision.
S'inspirant d'Ali B et DHC, il se lance définitivement dans le rap. Entre 2007 et 2011, Ice est actif en tant que rappeur, faisant partie du collectif Nul10, populaire dans la ville avec le single Welkom in Rotterdam. Plus tard, en 2012, il se lance en tant qu'artiste solo en publiant le single Morro de Shmetta, sur l'instrumental de La Fouine - D'où l'on vient, accumulant plus de 200.000 vues.
À la fin de l'année 2018, Ice est invité à collaborer avec le rappeur Murda (nl) et Yung Felix (nl) sur le single intitulé Pistola.

### Carrière musicale
Repéré par le rappeur Ali B, Ice le rencontre à Almere en 2019, et par la suite, il signe son premier contrat musical avec le label Trifecta. Une vidéo publiée le 18 avril 2019 sur la chaîne de Trifecta, intitulée Trifecta Tekent Ice (Ice signe chez Trifecta), présente le chanteur au grand public néerlandais. Ice se fait remarquer sur la scène musicale néerlandaise en introduisant un style polyvalent mêlant le néerlandais avec l'arabe marocain, dans un registre oscillant entre deep house, rap conscient et raï.
En septembre 2019, Ice est invité dans les studios de FunX pour une session de freestyle. La vidéo de cette performance atteint les 3 millions de vues et se positionne en tête des tendances des vidéos sur YouTube aux Pays-Bas,.
Au cours de 2019 et 2020, Ice sort plus d'une dizaine de singles, accumulant des millions de vues et gagnant ainsi en notoriété aux Pays-Bas. En février 2020, il participe à une interview exclusive avec Andy van der Meyde, abordant ses débuts dans la musique. L'interview, visionnée 1,5 million de fois, devient l'une des vidéos les plus populaires de l'émission d'Andy van der Meyde, étant par la suite diffusée sur RTL 7. En juillet 2020, 101Barz publie une session de freestyle d'Ice, qui dépasse le million de vues.
Le 27 août 2021, Ice sort son premier single intitulé Rasi, dans lequel il chante en arabe marocain. Par la suite, il collabore avec des artistes internationaux tels que Sky, Dystinct, Bryan Mg (nl) de Belgique, Liamsi et Abdel Mayor du Maroc. En décembre 2023, il participe à l'EP de Lacrim intitulé En attendant Corleone sur le morceau Dead Inside, et apparaît également dans le clip de ce dernier, Fugazi,.

### Carrière d'acteur

#### Rôle dansMocro Maffia
Avant la sortie de la première saison de Mocro Maffia, Khalid Alterch se présente au casting de la série avec le rappeur Murda (nl), bien qu'il n'ait aucune expérience dans le domaine de l'acting. À la suite d'une discussion avec le producteur Achmed Akkabi, Khalid reçoit quelques mois plus tard une invitation pour un casting en juin 2018. Un jour avant cet événement, le producteur lui annonce qu'il est directement choisi pour le rôle de Tonnano, sans nécessité de passer par un casting traditionnel. Il intègre ainsi immédiatement les lieux de tournage, partageant l'écran avec Bilal Wahib, Aziz Akazim et Robert de Hoog. À la réception de ses premiers dialogues, Khalid demande au producteur de les lui faire répéter dans son style personnel, sous un accent marocain, mêlant le néerlandais à l'arabe marocain.
Bien que la première saison, diffusée le 11 octobre 2018, ne compte pas la participation de Khalid Alterch, la série connaît un succès retentissant, remportant le prix Video Awards (nl) de la meilleure vidéo à la demande. Par la suite, Khalid se présente rapidement pour jouer un rôle crucial en tant que bras droit du personnage du Pape dans la saison 2 de Mocro Maffia.
Dans cette série, Khalid Alterch incarne un personnage empreint d'humour et d'ironie au sein d'un environnement caractérisé par sa violence. Il soulève une question centrale concernant la loyauté de son personnage, Tonnano, tout au long de la saison, laissant planer l'incertitude quant à sa fidélité envers les autres criminels et à sa résistance à la pression. Khalid décrit Tonnano comme un babbelzieke (une personne bavarde) rotterdamois, mettant en avant le fait qu'il ne possède pas les compétences criminelles conventionnelles, ne sait pas tirer, et que ses entreprises ne sont pas toujours couronnées de succès. Selon lui, le personnage de Tonnano s'appuie davantage sur son charme et son caractère que sur des compétences criminelles conventionnelles. Il partage également l'idée que la cinquième saison sera la plus imprévisible jusqu'à présent.

## Filmographie

### Films
- 2023 : Mocro Maffia : Tatta : Omar Tonnano
- 2024 : Mocro Maffia : Taxi : Omar Tonnano

### Séries télévisées
- 2018 : Mocro Maffia : Omar Tonnano

### Courts métrages
- 2021 : Mocro Maffia : Meltem : Omar Tonnano

### Séries-web
- 2022 : Het Jachtseizoen - ICE op de Vlucht - Het Jachtseizoen : Ice[15]
- 2022 : De Kluis - Mocro Maffia pleegt een overval : Ice[16]

## Discographie

### Singles
- 2019 : Drerrie (feat. Ali B)
- 2019 : Barkie (feat. Kevin et Donnie)
- 2019 : Smith & Wesson
- 2019 : Geen Probleem (feat. Ali B)
- 2019 : Miyek
- 2019 : Bsella
- 2019 : Kassa (feat. Numidia)
- 2020 : Zekerheid (feat. Pierrii)
- 2020 : Denk Aan Jou (feat. Lijpe)
- 2020 : Khoya (feat. Lange)
- 2020 : Boot (feat. Louivos et Fraasie)
- 2020 : Gezegd (feat. Dindin)
- 2020 : Gewond (feat. Pierrii)
- 2020 : Miyek Remix (feat. Sky)
- 2020 : Tony
- 2020 : Tevreden
- 2020 : Loes
- 2020 : Blauw Op Mij (feat. 3robi et Lange)
- 2020 : El Coca
- 2020 : Jij Was Niet Daar
- 2021 : Herres
- 2021 : Colombiana
- 2021 : Later
- 2021 : Rasi
- 2021 : Ver (feat. Bryan Mg (nl))
- 2021 : Etages (feat. 3robi)
- 2022 : Ik Hoor Je (feat. Dystinct et Ashafar)
- 2023 : Khalini
- 2023 : Mellit (feat. Abdel Mayor)
- 2023 : Slaap (feat. Kempi)

### Collaborations
- 2018 : Pistola de Murda (nl), Yung Felix (nl) et Ice
- 2019 : Kendi dalgama de DJ Hamida, C1COZ, Oualid et Ice
- 2020 : Voila de Liamsi et Ice
- 2021 : Problemen de 3robi et Ice
- 2022 : Alleen de 3robi et Ice
- 2023 : Dead Inside de Lacrim et Ice

## Réalisations
En juin 2023, il sort son premier documentaire intitulé ''Superleeuwen : Het Marokkaanse voetbalsprookje" mettant en valeur le parcours de l'équipe du Maroc en Coupe du monde 2022,,,. Le documentaire est divisé en quatre épisodes et diffusé à la télévision néerlandaise sur la chaîne NPO 3,.
Il réalise des interviews exclusives avec les internationaux marocains néerlandophones tels que Hakim Ziyech, Noussair Mazraoui, Sofyan Amrabat et Zakaria Aboukhlal pour une rétrospection sur la compétition qui avait lieu au Qatar,,. D'autres personnalités néerlandaises prennent également part à ce documentaire tel que l'écrivain Abdelkader Benali, le freestyleur Soufiane Touzani ou l'ancien footballeur Willem van Hanegem,. Lors de ce documentaire, il évoque plusieurs débats dont celle du choix international entre le pays natal et le pays d'origine, la pression que l'on ressent lorsqu'on représente un pays ou encore la stigmatisation,.
- [vidéo] (nl) Série télévisée Superleeuwen : Het Marokkaanse voetbalsprookje réalisé par Khalid Alterch et diffusé en exclusivité sur NPO 3 à partir du 26 juin 2023[29]

### Divers
En dehors de sa carrière musicale et d'acteur, Khalid Alterch est également entraîneur du club amateur de football FC Banlieue (nl), comptant dans ses rangs d'anciens footballeurs professionnels tel que Nourdin Boukhari, Abel Tamata, David Mendes da Silva et Rick Kruys,.

### Reportages
- 2019 : Aangenaam : Ice de Trifecta

### Interviews
- 2020 : Bij Andy in de auto! de Andy van der Meyde
- 2020 : Het VICE interview de Vice[32]
- 2021 : ICE part 2 - Bij Andy in de auto! de Andy van der Meyde

### Talkshows
- 2019 : ICE over Werken Op De Markt, Hoe Begonnen met Rap & Jezelf Blijven de Nesim El Ahmadi (nl)
- 2020 : Mocro Maffia, Nuchterheid, Merkkleding, Etnische Profileren en Zijn Levensdoel de CONVO Talkshow
- 2024 : Guest dans l'émission Weet Ik Veel diffusé sur RTL 4[33],[34]

### Vlogs
- 2019 : ICE Zorgt Voor Rwina op de Markt de Brahim Vlogs